# KAT-TUN LIVE TOUR 2023 Fantasia
『KAT-TUN LIVE TOUR 2023 Fantasia』（カトゥーン ライヴ ツアー 2023 ファンタジア）はKAT-TUNのDVD/Blu-ray Discである。2023年11月8日にジェイ・ストームから発売。

## 概要
本作品は、2023年2月23日から5月14日まで行われた、KAT-TUNの11thアルバム『Fantasia』の楽曲を中心に構成された全国ライブツアー「KAT-TUN LIVE TOUR 2022 Fantasia」から、2023年5月3日開催の神奈川・横浜アリーナ公演を収録。
初回限定盤 DVD/Blu-rayと通常盤DVD/Blu-rayの2種類で発売。
2023年10月16日よりYouTubeにて「Fantasia」、10月23日より「DIRTY LUV」、11月8日より「夢で逢いたい」の歌唱映像が公開された。
本作の発売を記念して、2023年11月7日から13日までHMV＆BOOKS SHIBUYAとタワーレコード梅田NU茶屋町店にて「KAT-TUN 衣裳展 #もっと近くでFantasia」を開催。
メンバーの中丸雄一が本作同時再生企画「KAT-TUN同時再生会」を提案し、2023年11月12日20時からリアルタイムでX（旧Twitter）で音声チャット機能「スペース」参加。
また、3月31日をもってKAT-TUNが解散を発表した為、最後の映像作品となった。

## 特典・仕様
DVD&Blu-ray共通。
- 初回限定盤 - 三方背デジパック仕様、64P LIVEフォトブックレット封入
- 通常盤 - トールケース仕様、3面6Pブックレット封入

## 収録内容

### 本編映像
1. Overture
2. DIRTY LUV
3. SHE SAID...
4. Real Face#2
5. ONE DROP
6. Keep the faith
7. ゼロからイチへ
8. FLIGHT
9. GOLD
10. Wild Rose
11. FACE to Face
12. DON'T U EVER STOP
13. Lament
14. 未完成な - 亀梨和也
15. New sight - 中丸雄一
16. ユダ - 上田竜也
17. KAT-TUNの現場
18. Perfect Date
19. Love Lots Together
20. 透明な朝
21. We Just Go Hard feat. AK-69
22. ELIZA
23. STAR RIDER
24. WILDS OF MY HEART
25. Fantasia
26. 夢で逢いたい
27. CRYSTAL MOMENT
28. ノーマター・マター
29. Peacefuldays
30. Sail on earth

### 特典映像

#### 初回限定盤
- マルチアングル映像（「Wild Rose」「DON'T U EVER STOP」「We Just Go Hard feat. AK-69」「Fantasia」）[4]
- 「『Fantasia』リリース記念スペシャルイベント」 - 2023年5月21日に東京にて開催されたリリースイベントの模様を収録[4]。

#### 通常盤
- 『Fantasia』 MC DIGEST - 亀梨和也のバースデーの様子など、名シーンをセレクトした各地のMCダイジェストが収録各都市MCダイジェスト映像。

## チャート成績
初週DVDが1.2万枚、Blu-rayが3.8万枚で「オリコン週間DVDランキング」と「オリコン週間BDランキング」ともに初登場1位を獲得。音楽作品のDVDとBDを合計した「週間ミュージックDVD・BDランキング」でも合計は5.0万枚で初登場1位となり、通算3作目となる映像3部門同時1位を獲得した。